# Anders Hiim
Anders Hiim, né le 13 septembre 2002 à Sandnes en Norvège, est un footballeur norvégien qui évolue au poste d'arrière gauche au Sarpsborg 08 FF.

## Biographie

### En club
Né à Sandnes en Norvège, Anders Hiim commence le football dans le club local de Bogafjell IL puis rejoint le Viking Stavanger à 16 ans. Il poursuit sa formation au Sandnes Ulf et signe son premier contrat professionnel avec ce club le 8 décembre 2021, d'une durée de deux ans.
Il fait sa première apparition en professionnel le 12 mars 2022, lors d'une rencontre de coupe de Norvège face au IK Start. Il est titularisé et son équipe l'emporte par deux buts à zéro ce jour-là.
Le 23 août 2023, Anders Hiim quitte le Sandnes Ulf afin de signer en faveur du Sarpsborg 08 FF pour un contrat courant jusqu'en décembre 2027.
Il joue son premier match sous ses nouvelles couleurs le 17 septembre 2023, faisant par la même occasion sa première apparition en Eliteserien, la première division norvégienne, face au Lillestrøm SK. Il entre en jeu lors de cette rencontre remportée par son équipe par trois buts à un.

### En sélection
Anders Hiim joue son premier match avec l'équipe de Norvège espoirs le 15 juin 2023, lors d'un match amical face à l'Écosse. Il est titularisé et les deux équipes se neutralisent (1-1 score final).